# أوستين وايلي
أوستين وايلي (بالإنجليزية: Austin Wylie)‏ هو قائد فرقة ‏ وعازف جاز أمريكي، ولد في 1893 في كليفلاند في الولايات المتحدة، وتوفي في 7 ديسمبر 1947 في بارما في الولايات المتحدة.

## وصلات خارجية
- أوستين وايلي على موقع ميوزك برينز (الإنجليزية)
- أوستين وايلي على موقع أول ميوزيك (الإنجليزية)
- أوستين وايلي على موقع ديسكوغز (الإنجليزية)